# Ндланья, Поллен
По́ллен Ндланья́ (англ. Pollen Ndlanya; род. 22 мая 1970, ЮАР) — южноафриканский футболист, выступавший на позиции нападающего. В составе сборной ЮАР принимал участие в Кубке конфедераций и в двух Кубках африканских наций.

## Карьера

### В ЮАР
Ндланья начал карьеру в южноафриканском клубе «Кайзер Чифс». В 1991 году футболист перешёл в «Мэннинг Рейнджерс», в котором провёл 3 сезона. В 1994 году он вернулся в «Кайзер Чифс», где за два полных сезона в Национальной Футбольной Лиге и половину сезона новой Премьер-лиги ЮАР провёл 54 матча и забил 27 голов.

### В Турции
В 1996 году Ндланья стал первым южноафриканским футболистом, перешедшим в турецкий чемпионат. Он стал игроком клуба «Бурсаспор». После двух сезонов футболист подписал контракт с другим турецким клубом — «Гёзтепе», который в сезоне 1998/99 выступал во втором по силе дивизионе Турции. Ндланья помог команде добиться права на выступление в турецкой Суперлиге, забив 6 голов в 21 матче. В сезоне 1999/00 игрок мало играл за турецкий клуб: всего 4 раза выходил на поле и забил 1 мяч.

### Возвращение в ЮАР
В 2000 году Ндланья возвратился на родину и подписал контракт с «АмаЗулу». В том же году футболист перешёл в «Орландо Пайретс», где за один сезон забил 17 голов, тем самым, став одним из лучших бомбардиров Премьер-лиги ЮАР. В итоге «Орландо Пайретс» в сезоне 2000/01 стал чемпионом страны. Сезон 2001/02 был для игрока последним в его карьере: Ндланья забил 6 голов за 17 матчей, а его клуб финишировал в чемпионате ЮАР на третьем месте.

### В сборной
Поллен Ндланья дебютировал за сборную ЮАР в 1997 году. В составе сборной футболист участвовал в Кубке конфедераций 1997 года, где 17 декабря в матче против сборной Уругвая на стадионе стадионе имени Короля Фахда забил гол на 77-й минуте. Также южноафриканский футболист выступал на двух Кубках африканских наций: 1998 (ЮАР заняла 2 место) и 2000 (3 место). Всего Ндланья провёл за сборную 29 матчей и забил 5 голов.